# Les Noces rebelles
Pour plus de détails, voir Fiche technique et Distribution.
Les Noces rebelles (Revolutionary Road) est un film américano-britannique réalisé par Sam Mendes, sorti en 2008.

## Synopsis
Au milieu des années 1950, April et Frank Wheeler forment un jeune couple américain qui, en apparence, a tout pour être heureux (enfants, maison, travail...). Ils se considèrent comme bien au-dessus des conventions sociales et de l'inertie qui règne dans leur lotissement. S'étant pourtant promis de ne jamais sombrer dans le conformisme de leurs voisins, ils finissent par devenir tout ce qu'ils ne voulaient pas être : un homme coincé par son métier et dont la désinvolture peine à cacher le manque d'assurance et une femme au foyer morose rêvant d'une autre vie.

## Fiche technique
Sauf indication contraire, les informations mentionnées dans cette section peuvent être confirmées par les bases de données cinématographiques IMDb et Allociné,  présentes dans la section « Liens externes ».
- Titre original : Revolutionary Road
- Titre français : Les Noces rebelles
- Réalisation : Sam Mendes
- Scénario : Justin Haythe, d'après le roman La Fenêtre panoramique (1962) de Richard Yates
- Musique : Thomas Newman
- Direction artistique : Teresa Carriker-Thayer, John Kasarda et Nicholas Lundy
- Décors : Kristi Zea
- Costumes : Albert Wolsky
- Photographie : Roger Deakins
- Son : Tony Lamberti, Scott Millan, David Parker, Warren Shaw
- Montage : Tariq Anwar
- Production : Bobby Cohen, John Hart, Sam Mendes et Scott Rudin
  - Production déléguée : Henry Fernaine, Marion Rosenberg et David M. Thompson
  - Coproduction : Gina Amoroso et Ann Ruark
  - Coproduction déléguée : Pippa Harris, Peter Kalmbach et Nina Wolarsky
- Sociétés de production :
  - Royaume-Uni : Neal Street Productions, en association avec BBC Film et Goldcrest Pictures
  - États-Unis : Evamere Entertainment, avec Scott Rudin Productions (non crédité), présenté par Dreamworks Pictures
- Sociétés de distribution : DreamWorks Distribution et Paramount Vantage (États-Unis) ; Paramount Pictures (Royaume-Uni, France) ; Universal Pictures International (Belgique, Suisse romande)[1]
- Budget : 35 millions USD[2],[3]
- Pays de production :  Royaume-Uni,  États-Unis
- Langue originale : anglais
- Format : couleur (DeLuxe) — 35 mm — 2.35 : 1 — son Dolby Digital / DTS / SDDS
- Genre : drame, romance
- Durée : 119 minutes
- Dates de sortie[4] :
  - Québec : 26 décembre 2008[5]
  - États-Unis : 26 décembre 2008 (sortie limitée) ; 23 janvier 2009 (sortie nationale)
  - France, Belgique, Suisse romande : 21 janvier 2009[6],[7],[8]
  - Royaume-Uni : 30 janvier 2009
- Classification[9] :
  - États-Unis : les enfants de moins de 17 ans doivent être accompagnés d'un adulte (R – Restricted)[N 1]
  - Royaume-Uni : interdit aux moins de 15 ans (15 - Suitable only for 15 years and over)[10]
  - France : tous publics[11]
  - Belgique : tous publics (Alle Leeftijden)[7]
  - Suisse romande : interdit aux moins de 10 ans[12]
  - Québec : 13 ans et plus (13+ / 13 years and over)[5]

## Distribution
Sauf indication contraire, les informations mentionnées dans cette section peuvent être confirmées par les bases de données cinématographiques IMDb et Allociné,  présentes dans la section « Liens externes ».
- Leonardo DiCaprio (VF : Damien Witecka) : Frank Wheeler
- Kate Winslet (VF : Anneliese Fromont) : April Wheeler
- Dylan Baker (VF : Pierre Laurent) : Jack Ordway
- Neal Bledsoe : un invité à la fête
- Marin Ireland : une invitée à la fête
- David Harbour (VF : Stéphane Pouplard) : Shep Campbell
- Kathy Bates (VF : Monique Thierry) : Madame Givings
- Richard Easton (VF : Michel Ruhl) : Monsieur Givings
- Kathryn Hahn (VF : Valérie Siclay) : Milly Campbell
- Zoe Kazan (VF : Cindy Tempez) : Maureen Grube
- Keith Reddin (VF : Vincent de Bouard) : Ted Bandy
- Ryan Simpkins (VF : Joséphine Fournier) : Jennifer Wheeler
- Ty Simpkins : Michael Wheeler
- Max Casella : Ed Small
- Jay O. Sanders (VF : Stefan Godin) : Bart Pollack
- Michael Shannon (VF : Julien Kramer) : John Givings
- Kristen Connolly : Madame Brace

## Production

### Genèse du projet
Les Noces rebelles est l'adaptation du roman Revolutionary Road de Richard Yates. Il a été publié en France sous le titre La Fenêtre panoramique en 1961. Le roman remet notamment en question la nature du mariage et provoqua de vives critiques et commentaires à sa sortie aux États-Unis.

« Bon nombre de gens ont considéré ce livre comme un pamphlet contre la banlieue, ce qui m'a beaucoup déçu. Je l'avais voulu davantage comme une charge contre cette soif générale de conformisme qui s'est emparée de tout le pays, contre ce désir de coller aveuglément et désespérément à la sécurité à tout prix... Je voulais suggérer que la route de la révolution de 1776 était devenue, dans les années 1950, quelque chose qui ressemblait beaucoup à une impasse. »

— Richard Yates
Sam Mendes fut séduit par cette lecture de la vie américaine :

« Dans cette histoire, j'ai vu la possibilité de disséquer une relation de couple, d'en montrer toute la difficulté, la vulnérabilité, la cruauté et l'émotion brute. Parfois, deux personnes qui veulent être ensemble, qui ont le sentiment qu'elles doivent être ensemble, en sont tout simplement incapables. Les sentiments que l'on éprouve devant l'histoire de Frank et d'April deviennent aussi conflictuels et mystérieux que ce qu'on ressent envers les rapports humains et la vie en général. C'est une œuvre riche d'intelligence, d'excentricité, d'originalité, avec des personnages auxquels on s'attache, parfois peut-être malgré soi. Il foisonne de détails sur les êtres humains et sur ce qu'ils ont de formidable et de terrible. C'est tout cela que j'avais envie de rendre à l'écran. »

— Sam Mendes

### Attribution des rôles
| |  |  |
| Les acteurs principaux Leonardo DiCaprio et Kate Winslet, l'année de sortie du film, reforment un couple de cinéma onze ans après Titanic. |  |  |

Ce film marque les retrouvailles à l'écran de Leonardo DiCaprio et Kate Winslet, onze ans après Titanic de James Cameron. C'était une évidence, pour Sam Mendes, de les réunir à nouveau :

« Pour moi, ils étaient capables d'évoquer à la fois la tendresse et l'amour de ces deux êtres et la nocivité des illusions qu'ils se font l'un sur l'autre. Leo et Kate se connaissent depuis l'âge de 20 ans. Ils savent les défauts l'un de l'autre et ne peuvent pas faire semblant d'être quelqu'un d'autre quand ils sont face à face. Il existe entre eux une franchise, un soutien mutuel mais aussi une tendance à se tester l'un l'autre. »

— Sam Mendes
Kathy Bates, qui joue ici Helen Givings, tenait également un rôle dans Titanic : celui de Molly Brown.
Pour Kate Winslet, c'est le premier film dans lequel elle est dirigée par son mari d'alors, Sam Mendes, qui réalise ici son quatrième film, après l'oscarisé American Beauty, le film de gangster Les Sentiers de la perdition et le film de guerre Jarhead : La Fin de l'innocence.

### Tournage
Le tournage s'est déroulé du 29 mai 2007 à août 2007, principalement dans le Connecticut (Beacon Falls, Bethel, Darien, Stamford, Easton, Fairfield, Greenwich, New Canaan, Norwalk, Trumbull, Redding, Shelton, Thomaston) ainsi qu'à New York (Broadway, Manhattan, Lower Manhattan, Tribeca, comté de Westchester).

### Musique
La musique du film est due à Thomas Newman, qui a travaillé sur tous les films précédents de Sam Mendes.
Toutes les chansons sont écrites et composées par Thomas Newman, sauf exceptions mentionnées.
| Liste des titres | Liste des titres               | Liste des titres                              | Liste des titres | Liste des titres | Liste des titres | Liste des titres | Liste des titres | Liste des titres | Liste des titres |
| No               | Titre                          | Auteur                                        | Interprète       | Durée            |                  |                  |                  |                  |                  |
| ---------------- | ------------------------------ | --------------------------------------------- | ---------------- | ---------------- | ---------------- | ---------------- | ---------------- | ---------------- | ---------------- |
| 1.               | Route 12                       |                                               |                  | 2:23             |                  |                  |                  |                  |                  |
| 2.               | Picture Window                 |                                               |                  | 1:17             |                  |                  |                  |                  |                  |
| 3.               | The Bright Young Man           |                                               |                  | 3:31             |                  |                  |                  |                  |                  |
| 4.               | Hopeless Emptiness             |                                               |                  | 1:23             |                  |                  |                  |                  |                  |
| 5.               | Unrealistic                    |                                               |                  | 2:49             |                  |                  |                  |                  |                  |
| 6.               | Count Every Star               | Bruno Coquatrix, Sammy Gallop, Bernard Michel | The Ravens       | 2:55             |                  |                  |                  |                  |                  |
| 7.               | Simple Clean Lines             |                                               |                  | 1:31             |                  |                  |                  |                  |                  |
| 8.               | Speaking of Production Control |                                               |                  | 1:06             |                  |                  |                  |                  |                  |
| 9.               | Golden People                  |                                               |                  | 2:08             |                  |                  |                  |                  |                  |
| 10.              | Night Woods                    |                                               |                  | 4:54             |                  |                  |                  |                  |                  |
| 11.              | Crying in the Chapel           | Artie Glenn                                   | The Orioles      | 3:04             |                  |                  |                  |                  |                  |
| 12.              | April                          |                                               |                  | 9:34             |                  |                  |                  |                  |                  |
| 13.              | A Bit Whimsical                |                                               |                  | 1:32             |                  |                  |                  |                  |                  |
| 14.              | Revolutionary Road (End Title) |                                               |                  | 4:56             |                  |                  |                  |                  |                  |
| 15.              | The Gypsy                      | Billy Reid                                    | The Ink Spots    | 2:45             |                  |                  |                  |                  |                  |
| 45:51            |                                |                                               |                  |                  |                  |                  |                  |                  |                  |

## Accueil

### Box-office
- Mondial : 75 981 180 $ (USD)[2]

 États-Unis : 22 911 480 $ (USD)
 États-Unis : 20 319 509 entrées
 France : 1 121 133 entrées

## Distinctions

### Récompenses
- Golden Globes 2009
  - Golden Globe de la meilleure actrice dans un film dramatique pour Kate Winslet

### Nominations
- BAFTA Awards 2009
  - British Academy Film Award de la meilleure actrice dans un rôle principal pour Kate Winslet
  - British Academy Film Award du meilleur scénario adapté
- Golden Globe Award 2009
  - Golden Globe du meilleur film dramatique
  - Golden Globe du meilleur réalisateur pour Sam Mendes
  - Golden Globe du meilleur acteur dans un film dramatique pour Leonardo DiCaprio
- Oscars 2009
  - Oscar du meilleur acteur dans un second rôle pour Michael Shannon
  - Oscar de la meilleure direction artistique
  - Oscar de la meilleure création de costumes

## Éditions en vidéo
- En France, le film Les Noces rebelles est sorti en DVD et Blu-ray le 21 juillet 2009[19],[20]. Par la suite, le film est sorti en VOD le 15 octobre 2017[6] et ressorti en Blu-ray le 3 novembre 2021[21].
- Au Québec, le film est sorti en DVD le 2 juin 2009[5].